# U-40
O Unterseeboot U-40 foi um U-boot tipo IXA da Kriegsmarine da Alemanha Nazi que operou durante a Segunda Guerra Mundial.
O U-40 foi construído em Bremen pela DeSchiMAG AG Weser como o número de estaleiro 945. Ele foi lançado em novembro de 1938 e comissionado em fevereiro de 1939.
O submarino realizou duas patrulhas de guerra durante a sua carreira, e ambas foram sob a 6. Unterseebootsflottille (6.ª Flotilha). Durante o seu curto serviço operacional na guerra não afundou nenhum navio.
O U-40 foi afundado no dia 13 de outubro de 1939 por uma mina no Canal da Mancha.

## Construção
O U-40 foi encomendado pela Kriegsmarine no dia 21 de novembro de 1936 (como parte do Plano Z). A sua quilha foi batida a 1 de julho de 1937, foi lançado a 9 de novembro de 1938 e comissionado a 11 de fevereiro de 1939 sob o comando de Kapitänleutnant Werner von Schmidt.

## Projecto
Como um dos oito submarinos originais alemães do tipo IX, mais tarde designado IXA, o U-40 teve um deslocamento de 1 032 toneladas quando na superfície e 1 153 toneladas quando submerso. O U-boot tinha um comprimento total de 76,50 metros, um comprimento casco de pressão de 58,75 metros, uma boca de 6,51 metros, uma altura de 9,40 metros, e um calado de 4,70 metros. O submarino era movido por dois motores a diesel MAN M 9 V 40/46 com supercompressor, quatro tempos e nove cilindros produzindo um total de 3240 kW para uso na superfície e dois motores eléctricos de dupla acção Siemens-Schuckert 2 GU 345/34, produzindo um total de 740 kW para uso enquanto submerso. Ele tinha duas hastes e duas hélices de 1,92 metros. O submarino era capaz de operar em profundidades de até 230 metros.
O submarino tinha uma velocidade máxima de superfície de 33,7 quilómetros por hora e uma velocidade máxima submersa de 14,3 km/h. Quando submerso, a embarcação podia operar por 120-144 quilómetros a 7,4 km/h; quando emergisse, ele poderia viajar cerca de 19 400 quilómetros a 19 km/h. O U-40 foi equipado com seis tubos de torpedo de 53,3 centímetros (quatro instalados na proa e dois na popa), 22 torpedos, um canhão naval de 10,5 centímetros SK C/32, 180 munições, um canhão de 3,7 cm SK C/30, e também um canhão antiaéreo de 2 cm C/30. O submarino era operado por uma tripulação de quarenta e oito elementos.

## Histórico de serviço
Depois de ser comissionado o U-40 ficou estacionado na cidade portuária alemã de Wilhelmshaven, que seria o seu lar pelo resto da sua curta carreira.

### Patrulhas
O U-40 deixou Wilhelmshaven no dia 19 de agosto de 1939, antes do início da Segunda Guerra Mundial, para a sua primeira patrulha. Ao longo de quase quatro semanas ele operou na costa de Gibraltar, antes de voltar para casa a 18 de setembro do mesmo ano. O U-40 mais uma vez deixaria Wilhelmshaven, desta vez sob o comando de Kapitänleutnant Wolfgang Barten, no dia 10 de outubro de 1939. Durante esta patrulha, ela deveria conduzir operações conjuntas nas costas de Portugal e Espanha.

### Destino
No dia 13 de outubro de 1939, o U-40 foi afundado por uma mina britânica em 50° 41′ 06″ N, 0° 15′ 01″ L. Ele iria operar como parte da primeira matilha de submarinos na Segunda Guerra Mundial; no entanto, como ele deixou o porto tarde, Barten decidiu seguir por um atalho para o ponto de encontro designado do submarino, a sudoeste da Irlanda. Esse atalho era através do Canal da Mancha, que estava repleto de muitas minas navais britânicas. Optando por fazer a viagem quase três horas e meia após a maré alta, as minas não estavam no seu ponto mais baixo. O barco bateu num desses dispositivos e afundou imediatamente no fundo do mar. No entanto, nove membros da tripulação conseguiram sair pela escotilha traseira. Usando equipamento de fuga, eles foram capazes de alcançar a superfície; um dos nove morreu nesta jornada. Uma vez fora, mais cinco morreram devido à exposição às condições meteorológicas adversas do Canal da Mancha. Quase dez horas após o naufrágio, os três homens restantes foram resgatados e feitos prisioneiros pelo HMS Boreas.